# Maximiliano Laso
Maximiliano Andrés Laso (Buenos Aires, Argentina; 17 de febrero de 1988) es un futbolista argentino. Juega como mediocampista ofensivo y su primer equipo fue Banfield. Actualmente milita en La Solana de la Tercera Federación de España.

## Trayectoria

### Argentina
En Banfield, el club que lo hizo debutar en la profesionalidad, ha tenido 56 apariciones (sólo 12 de titular) y ha anotado 5 goles. Estuvo cinco temporadas en el Taladro.
En el 2011, después de terminar su contrato con Banfield, el jugador fue fichado por Olimpo de Bahía Blanca, donde tuvo algo más de continuidad, jugando 13 partidos (7 de titular) y anotando sólo un gol.
A mediados de 2013, luego de una temporada en el fútbol rumano, regresa al país y se incorpora a Unión de Santa Fe. El vínculo es a préstamo por un año, con una opción de compra por el 50% de su pase. Sin embargo, su rendimiento fue bajo, por lo cual a mitad de torneo rescindió su contrato de común acuerdo con el club.

### Extranjero
En el segundo semestre del 2010, es cedido a AEL Limassol de Chipre por un año, donde juega solamente 4 partidos en todo el año y ninguno de titular. A principios de 2011 regresó a Banfield pero fue prestado nuevamente, esta vez a Grêmio Barueri de Brasil.
En el 2012, tiene un paso por el UTA Arad de la Liga II de Rumania, donde juega 19 partidos (17 de titular) y convierte 2 goles.
Una vez desvinculado de Unión de Santa Fe, a principios de 2014 se incorpora al BEC Tero Sasana de Tailandia.

## Clubes
| Club                      | País      | Año       |
| ------------------------- | --------- | --------- |
| Banfield                  | Argentina | 2007-2010 |
| AEL Limassol              | Chipre    | 2010-2011 |
| Grêmio Barueri            | Brasil    | 2011      |
| Banfield                  | Argentina | 2011      |
| Olimpo de Bahía Blanca    | Argentina | 2012      |
| UTA Arad                  | Rumania   | 2012-2013 |
| Unión de Santa Fe         | Argentina | 2013      |
| BEC Tero Sasana           | Tailandia | 2014      |
| UTA Arad                  | Rumania   | 2014      |
| Olimpia Satu Mare         | Rumania   | 2014      |
| Douglas Haig de Pergamino | Argentina | 2015      |
| Brown de Adrogué          | Argentina | 2016      |
| Freamunde                 | Portugal  | 2016-2017 |
| Târgu Mureș               | Rumania   | 2017      |
| Talleres (RdE)            | Argentina | 2018-2019 |
| San Telmo                 | Argentina | 2019-2020 |
| Real Pilar                | Argentina | 2020-2021 |
| Argentino de Merlo        | Argentina | 2021-2022 |
| La Solana                 | España    | 2023-Act. |

### Estadísticas
- Actualizado al 12 de mayo de 2024

| Club                        | Div.                | Temporada           | Liga | Liga | Copa Nacional | Copa Nacional | Copa Internacional | Copa Internacional | Total | Total |
| Club                        | Div.                | Temporada           | PJ   | G    | PJ            | G             | PJ                 | G                  | PJ    | G     |
| --------------------------- | ------------------- | ------------------- | ---- | ---- | ------------- | ------------- | ------------------ | ------------------ | ----- | ----- |
| Banfield Argentina          |                     |                     |      |      |               |               |                    |                    |       |       |
| 1.ª                         | 2006/07             | 1                   | 0    | -    | -             | -             | -                  | 1                  | 0     |       |
| 1.ª                         | 2007/08             | 24                  | 2    | -    | -             | -             | -                  | 24                 | 2     |       |
| 1.ª                         | 2008/09             | 10                  | 0    | -    | -             | -             | -                  | 10                 | 0     |       |
| 1.ª                         | 2009/10             | 12                  | 1    | -    | -             | 2             | 1                  | 14                 | 2     |       |
| 1.ª                         | 2011/12             | 7                   | 1    | -    | -             | -             | -                  | 7                  | 1     |       |
| Total                       | Total               | 54                  | 4    | -    | -             | 2             | 1                  | 56                 | 5     |       |
| AEL Limassol Chipre         |                     |                     |      |      |               |               |                    |                    |       |       |
| 1.ª                         | 2010/11             | 4                   | 0    | -    | -             | -             | -                  | 4                  | 0     |       |
| Total                       | Total               | 4                   | 0    | -    | -             | -             | -                  | 4                  | 0     |       |
| Grêmio Barueri · Brasil     |                     |                     |      |      |               |               |                    |                    |       |       |
| 1.ª                         | 2011                | 0                   | 0    | -    | -             | -             | -                  | 0                  | 0     |       |
| Total                       | Total               | 0                   | 0    | -    | -             | -             | -                  | 0                  | 0     |       |
| Olimpo Argentina            |                     |                     |      |      |               |               |                    |                    |       |       |
| 1.ª                         | 2011/12             | 11                  | 1    | 2    | 0             | -             | -                  | 13                 | 1     |       |
| Total                       | Total               | 11                  | 1    | 2    | 0             | -             | -                  | 13                 | 1     |       |
| UTA Arad · Rumania          |                     |                     |      |      |               |               |                    |                    |       |       |
| 2.ª                         | 2012/13             | 19                  | 6    | -    | -             | -             | -                  | 19                 | 6     |       |
| 2.ª                         | 2013/14             | 5                   | 1    | -    | -             | -             | -                  | 5                  | 1     |       |
| Total                       | Total               | 24                  | 7    | -    | -             | -             | -                  | 24                 | 7     |       |
| Unión Argentina             |                     |                     |      |      |               |               |                    |                    |       |       |
| 2.ª                         | 2013/14             | 8                   | 0    | -    | -             | -             | -                  | 8                  | 0     |       |
| Total                       | Total               | 8                   | 0    | -    | -             | -             | -                  | 8                  | 0     |       |
| BEC Tero Sasana Tailandia   |                     |                     |      |      |               |               |                    |                    |       |       |
| 1.ª                         | 2014                | 5                   | 1    | -    | -             | -             | -                  | 5                  | 1     |       |
| Total                       | Total               | 5                   | 1    | -    | -             | -             | -                  | 5                  | 1     |       |
| Olimpia Satu Mare · Rumania |                     |                     |      |      |               |               |                    |                    |       |       |
| 2.ª                         | 2014/15             | 11                  | 1    | -    | -             | -             | -                  | 11                 | 1     |       |
| Total                       | Total               | 11                  | 1    | -    | -             | -             | -                  | 11                 | 1     |       |
| Douglas Haig Argentina      |                     |                     |      |      |               |               |                    |                    |       |       |
| 2.ª                         | 2015                | 31                  | 5    | -    | -             | -             | -                  | 31                 | 5     |       |
| Total                       | Total               | 31                  | 5    | -    | -             | -             | -                  | 31                 | 5     |       |
| Brown (A) Argentina         |                     |                     |      |      |               |               |                    |                    |       |       |
| 2.ª                         | 2016                | 5                   | 1    | -    | -             | -             | -                  | 5                  | 1     |       |
| Total                       | Total               | 5                   | 1    | -    | -             | -             | -                  | 5                  | 1     |       |
| Freamunde Portugal          |                     |                     |      |      |               |               |                    |                    |       |       |
| 2.ª                         | 2016/17             | 7                   | 0    | 1    | 0             | -             | -                  | 8                  | 0     |       |
| Total                       | Total               | 7                   | 0    | 1    | 0             | -             | -                  | 8                  | 0     |       |
| Târgu Mureș · Rumania       |                     |                     |      |      |               |               |                    |                    |       |       |
| 2.ª                         | 2017/18             | 7                   | 0    | -    | -             | -             | -                  | 7                  | 0     |       |
| Total                       | Total               | 7                   | 0    | -    | -             | -             | -                  | 7                  | 0     |       |
| Talleres (RE) Argentina     |                     |                     |      |      |               |               |                    |                    |       |       |
| 3.ª                         | 2018/19             | 28                  | 1    | -    | -             | -             | -                  | 28                 | 1     |       |
| Total                       | Total               | 28                  | 1    | -    | -             | -             | -                  | 28                 | 1     |       |
| San Telmo Argentina         |                     |                     |      |      |               |               |                    |                    |       |       |
| 3.ª                         | 2019/20             | 14                  | 1    | -    | -             | -             | -                  | 14                 | 1     |       |
| Total                       | Total               | 14                  | 1    | -    | -             | -             | -                  | 14                 | 1     |       |
| Real Pilar Argentina        |                     |                     |      |      |               |               |                    |                    |       |       |
| 4.ª                         | 2020                | 1                   | 0    | -    | -             | -             | -                  | 1                  | 0     |       |
| Total                       | Total               | 1                   | 0    | -    | -             | -             | -                  | 1                  | 0     |       |
| Argentino (M) Argentina     |                     |                     |      |      |               |               |                    |                    |       |       |
| 4.ª                         | 2021                | 25                  | 0    | -    | -             | -             | -                  | 25                 | 0     |       |
| 4.ª                         | 2022                | 10                  | 3    | -    | -             | -             | -                  | 10                 | 3     |       |
| Total                       | Total               | 35                  | 3    | -    | -             | -             | -                  | 35                 | 3     |       |
| La Solana · España          |                     |                     |      |      |               |               |                    |                    |       |       |
| 5.ª                         | 2023/24             | 28                  | 0    | -    | -             | -             | -                  | 28                 | 0     |       |
| Total                       | Total               | 28                  | 0    | -    | -             | -             | -                  | 28                 | 0     |       |
| Total en su carrera         | Total en su carrera | Total en su carrera | 273  | 25   | 3             | 0             | 2                  | 1                  | 278   | 26    |

## Palmarés

### Campeonatos nacionales
| Título          | Club               | País      | Año  |
| --------------- | ------------------ | --------- | ---- |
| Torneo Apertura | Banfield           | Argentina | 2009 |
| Primera C       | Argentino de Merlo | Argentina | 2022 |